# 舞囃子
舞囃子（まいばやし）は、能のある曲の中の舞所だけを取り出し、シテ一人が面・装束をつけず、紋服・袴のままで、地謡と囃子を従えて舞うものを指す。最も面白い部分だけを演じるため、能のダイジェスト版と言える。舞囃子に対し、シテと地謡・囃子とで舞なしで演奏することを居囃子(いばやし)という。

## 舞囃子と能の相違点
1. シテは装束をつけず、舞袴を着る。
2. 杖、長刀以外の作り物や小道具を用いない。太刀や羽団扇などには扇を用いる。
3. 原則的にシテ以外の役者を用いない。[2]

## 代表作
- 高砂
- 八島
- 羽衣
- 紅葉狩